# Ahmet Necdet Sezer
Ahmet Necdet Sezer (Afyon, 13. rujna 1941.), turski državnik.
Osvojio je sedmogodišnji mandat kao deseti turski predsjednik 16. ožujka 2000. godine, došavši na mjesto Suleymana Demirela. Kao reformistički sudac koji je cijeli svoj život posvetio pravu, Sezer nije tražio predsjedničko mjesto. Vođe parlamentarnih stranaka imenovali su ga na to mjesto nakon što nisu uspjeli postići suglasnot oko imenovanja. Tako je Sezer, koji je poznat po integritetu i dubokoj vjeri u vladavinu prava, postao prvim turskim predsjednikom koji nije bio niti aktivni političar, niti je imao visoki čin u vojsci.
Rođen je 13. rujna 1941. u Afyonu, a maturirao je 1958. u srednjoj školi u rodnom gradu. Diplomirao je na pravnom fakultetu u Ankari 1962. i magistrirao na građanskom pravu 1978. U međuvremenu je bio sudac u Ankari, odslužio vojni rok u Vojnoj pješačkoj akademiji, da bi se zatim ponovno posvetio profesionalnoj karijeri suca u gradu Dicle, a zatim i pomoćnog suca na Višem prizivnom sudu u Ankari.
7. ožujka 1983. izabran je za punopravnog suca na Višem prizivnom sudu, nakon čega ga 27. rujna 1988. tadašnji turski predsjednik Kenan Evren postavlja za suca Ustavnog suda, najvišeg suda u Turskoj. Sezera su 6. siječnja 1998. izabrali za vrhovnog suca Ustavnog suda.
Nakon dugih i bezuspješnih pregovora o predsjedničkom kandidatu, vođe pet stranaka turskog Velikog narodnog sabora složili su se 5. svibnja 2000. oko imenovanja Sezera na mjesto predsjednika koji bi naslijedio Suleymana Demirela.
Sezer se zakleo na obranu turskih vjerskih institucija, socijalnog mira i teritorijalnog integriteta po svaku cijenu. Gorljivi zagovornik prevlasti zakona i demokratizacije jednom prilikom je rekao: "Ako ne odbacimo elemente koji karakteriziraju policijsku državu, ne možemo udovoljiti zahtjevima koje ima jedno suvremeno društvo". Obećao je i borbu protiv korupcije, naglašavajući da nitko nije iznad zakona, te je zahtijevao da se ulože veći napori kako bi se ubrzao ulazak zemlje u Europsku uniju.